# Mourmelon-le-Grand
Mourmelon-le-Grand è un comune francese di 4 984 abitanti situato nel dipartimento della Marna nella regione del Grand Est.

## Società

### Evoluzione demografica
Abitanti censiti